# Коровяк великолепный
Коровя́к великоле́пный (лат. Verbascum speciosum) — двулетнее травянистое растение, вид рода Коровяк (Verbascum) семейства Норичниковые (Scrophulariaceae).

## Ботаническое описание
Всё растение серовойлочное.
Стебель 100—200 см высотой, крепкий, прямостоячий, угловато-ребристый, густо облиственный, к верхушке разветвляющийся.
Все листья цельнокрайные. Прикорневые листья продолговато-ланцетные, коротко черешчатые, пластинка их продолговато-ланцетная, 20—40 см длиной, 3—6 см шириной, острая, к основанию постепенно суженная и переходящая в черешок. Нижние стеблевые листья схожи с прикорневыми, но сидячие, меньших размеров, при основании с быть может заметными ушками. Верхние листья значительно меньших размеров, сердцевидно-яйцевидные, заострённые. Самые верхние листья сердцевидно-округлые, сразу переходящие в конечное остриё, по краям быть может волнистые, при основании с ушкам, не приросшими к стеблю.
Соцветие — верхушечная, ветвистая, пирамидальная метёлка. Цветки в густых многоцветковых пучках. Нижние прицветники яйцевидно-ланцетные, верхние ланцетные, все не превышающие цветков. Цветоножки первых цветков в пучке под конец 5—12 мм длиной, при основании с двумя прицветниками. Остальные цветоножки более короткие и обыкновенно без прицветничков. Чашечка 3—5 мм длиной, доли её узколанцетные, острые. Венчик жёлтый, 20—30 мм длиной, без прозрачных точек, снаружи звездчато-волосистый. Нити тычинок густо усажены не очень длинными, белыми волосками; все пыльники почковидные, на внутренней стороне связника имеются булавовидные, утолщённые, сосочковидные волоски. Столбик внизу голый, кверху утолщённый; рыльце обратнояйцевидное.
Коробочка 4—6 мм длиной, продолговато-обратнояйцевидная, тупая или обрубленная, звездчато-волосистая, без шипика на верхушке, длиннее чашечки.
Вид описан из Средней Европы.

## Распространение
- Европа: Австрия, Венгрия, Албания, Босния и Герцеговина, Болгария, Хорватия, Греция, Македония, Черногория, Румыния, Сербия, Словения;
- территория бывшего СССР: Молдавия, Украина (юг), Кавказ: Армения, Азербайджан, Грузия;
- Азия: север Ирана и Ирака, Турция[1].

|                                           |  |
| Слева направо: прикорневые листья, цветки |  |